# Teoria da cegueira deliberada
Sob o nome de "teoria da cegueira deliberada" abarcam-se várias teorias de imputação subjetiva. No direito penal brasileiro, ela é majoritariamente entendida como um equivalente ao dolo eventual. Apesar de várias críticas por parte da doutrina, no sentido de gerar insegurança jurídica, ela vem se consolidando na jurisprudência brasileira.

## Origem
O que hoje se conhece por teoria da cegueira deliberada teve origem na decisão inglesa Regina v Sleep, de 1861, na qual a "cegueira intencional" foi equiparada ao conhecimento. Algumas décadas mais tarde, em 1899, a Suprema Corte dos Estados Unidos reconheceu a teoria e utilizou a nomenclatura no julgamento de Spurr v. United States, dando início à consolidação da aplicação da teoria no ordenamento penal daquele país. Porém, foi somente na década de 1970 que a doutrina começou a ser amplamente utilizada nos julgamentos dos tribunais norte-americanos, particularmente em delitos de tráfico de drogas, tendo seu leading case em United States v. Jewell, sendo recentemente referendada pela Suprema Corte dos Estados Unidos em Global Tech Appliances, Inc. v. SEB S.A.

## Brasil
Há mais de uma década, os tribunais brasileiros, seguindo o exemplo dos tribunais espanhóis, passaram a aplicar a denominada “teoria da cegueira deliberada”, tradicionalmente concebida por ordenamentos jurídicos de Common Law. A teoria foi mencionada pela primeira vez no direito penal brasileiro na sentença do famoso caso do “Assalto ao Banco Central”, de 2005, para sustentar condenações pelo crime de lavagem de dinheiro. Posteriormente, ela foi empregada no “Caso Mensalão”, também em um caso de lavagem de dinheiro, exigindo para sua configuração  “[…] que o agente tenha ciência da elevada probabilidade de que os bens, direitos ou valores envolvidos eram provenientes de crime”, que “atue de forma indiferente a esse conhecimento” e que “tenha deliberadamente escolhido permanecer ignorante a respeito de todos os fatos quando era possível a alternativa”. 
Na sequência, a teoria passou a ser aplicada a outros crimes, como tráfico de drogas, contrabando, descaminho, entre outros, e pelos mais diversos tribunais do país. De modo geral, ela é aplicada para fundamentar condenações por crimes dolosos nos casos em que os réus alegam desconhecer os fatos relacionados aos crimes dos quais são acusados (alegação de erro de tipo, art. 20, caput, CP). Contudo, a definição e os critérios para a aplicação da teoria permanecem pouco claros e variam caso a caso, a depender do Tribunal, de modo a causar insegurança jurídica. "Se a lei brasileira não prevê a punição da lavagem de dinheiro culposa, não parece adequado fazer uso de um instituto que abarca tal modalidade em sua concepção, a não ser que se faça um esforço para distinguir a cegueira deliberada que substitui o dolo, daquela que substitui a culpa, trabalho intelectual que não parece presente nas decisões judiciais pátrias que fazem uso do conceito." 